# Vorstendom Leiningen
Het vorstendom Leiningen was sinds 1803 een tot de Boven-Rijnse Kreits behorend vorstendom binnen het Heilige Roomse Rijk.

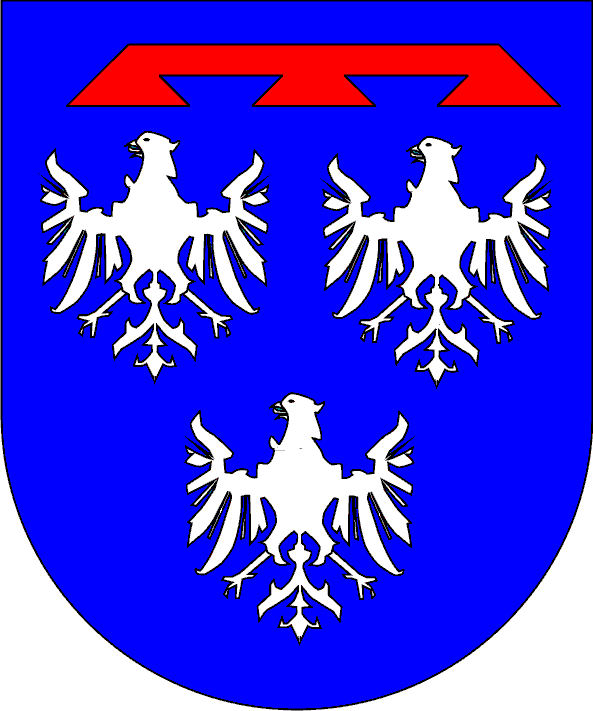
Vorstendom Leiningen

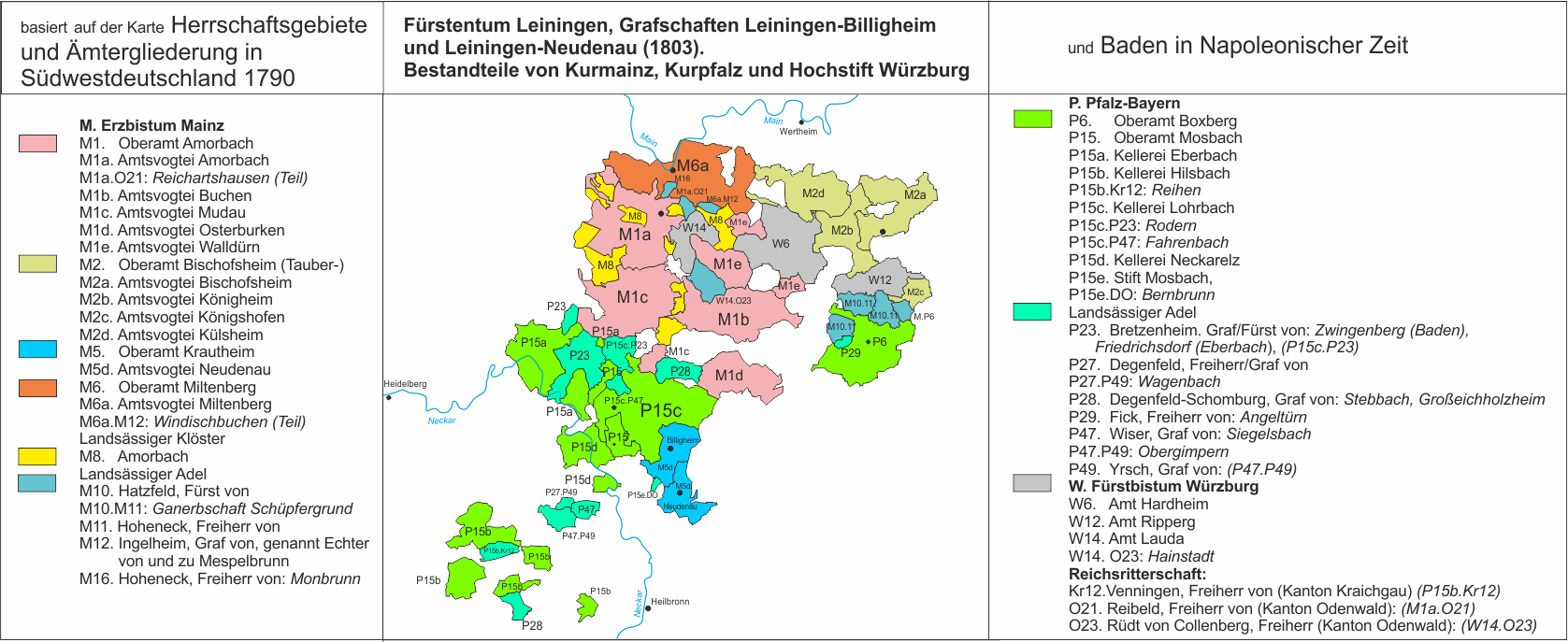
vorstendom Leiningen en de graafschappen Leiningen-Billigheim en Leiningen-Neudenau in 1803

Het vorstendom Leiningen ontstond in 1803 voor de vorst van Leiningen als compensatie voor het verlies van het graafschap Leiningen-Dagsburg-Hardenburg in 1797 aan Frankrijk.

## Het kortstondige vorstendom
Paragraaf 20 van de Reichsdeputationshauptschluss van 25 februari 1803 regelt de schadeloosstelling voor het hele huis Leiningen. Zij verliezen het vorstendom Leiningen, het graafschap Dagsburg en de heerlijkheid Weikersheim en doen afstand van aanpraken op Saarwerden, Lahr en Mahlberg; zij ontvangen in ruil :
- van het voormalige keurvorstendom Mainz: de ambten Miltenberg, Buchen, Seeligenthal, Amorbach en Bischofsheim.
- van het voormalige prinsbisdom Würzburg: de ambten Grünsfeld, Lauda, Hartheim en Rückberg
- van het keurvorstendom van de Palts: de ambten Boxberg en Mosbach
- de abdijen Gerlachsheim en Amorbach

Paragraaf 32 kent de vorst van het nieuwe vorstendom Leiningen een zetel in de raad der vorsten van de Rijksdag toe.
Nog in 1803 vinden er grenscorrecties plaats, waarbij Grünsfeld (ambt van voormalige prinsbisdom Würzburg) en Gerlachsheim (voormalig prioraat) aan het nieuwe vorstendom Salm-Reifferscheid-Krautheim worden afgestaan. In 1804 wordt het dorp Pappenhausen met Schönfeld afgestaan aan Salm-Reifferscheid-Krautheim in ruil tegen het dorp Distelhausen uit het ambt Grünsfeld.
Lang heeft het nieuwe vorstendom niet bestaan, want in artikel 24 van de Rijnbondakte van 12 juli 1806 wordt het vorstendom Leiningen onder soevereiniteit van het groothertogdom Baden geplaatst: de mediatisering.
In de volgende jaren zijn er nog enige grensverdragen die delen van het vorstendom onder de soevereiniteit van andere landen brengt. In 1808 staat het groothertogdom Baden het ambt Amorbach aan het groothertogdom Hessen-Darmstadt af en in 1810 komen de ambten Amorbach en Miltenberg aan het groothertogdom Frankfurt. Op het Congres van Wenen in 1815 wordt het gebied inzet van onderhandelingen. Het grootste deel van de ambten Amorbach en Miltenberg komt aan het koninkrijk Beieren, slechts een klein deel blijft bij Hessen-Darmstadt.

## Regenten
De enige regerende vorst was Karel Frederik, geboren 14-08-1724 en overleden 09-01-1807. Hij regeerde van 1756 tot 1797 in het graafschap Leiningen-Hardenburg en het graafschap Dagsburg. Op 3 juli 1779 was hij verheven tot rijsvorst, maar zonder zetel in de Rijksdag. 

## Gebied van het vorstendom
Hardenburg, Hausen, Dürkheim, Kallstadt, Ungstein, Pfeffingen, Herxheim, Leystadt, Weißenheim, Bobenheim, Battenberg, Kleinkarlbach, Erpolzheim, en andere.